# Mammillaria standleyi
Mammillaria standleyi es una especie perteneciente a la familia Cactaceae. Es endémico de Chihuahua, Sinaloa y Sonora en México. Su hábitat natural son los áridos desiertos.  Se ha extendido por el mundo como planta ornamental.

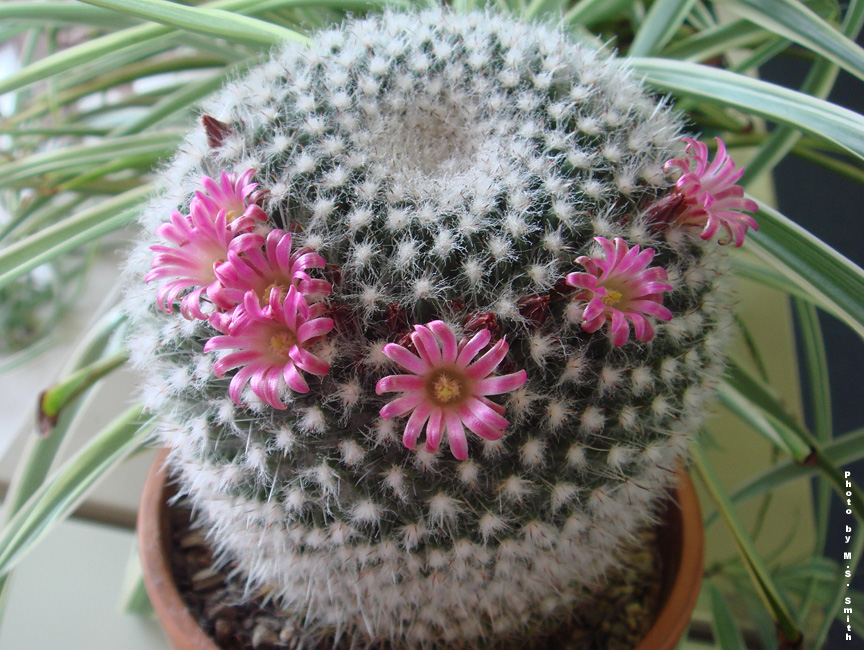
Vista de la planta

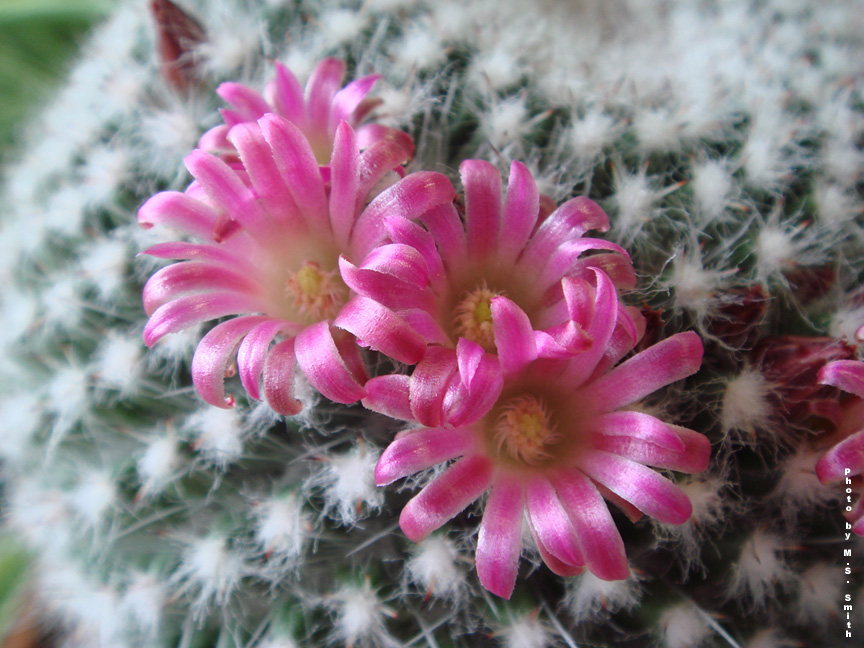
Flores

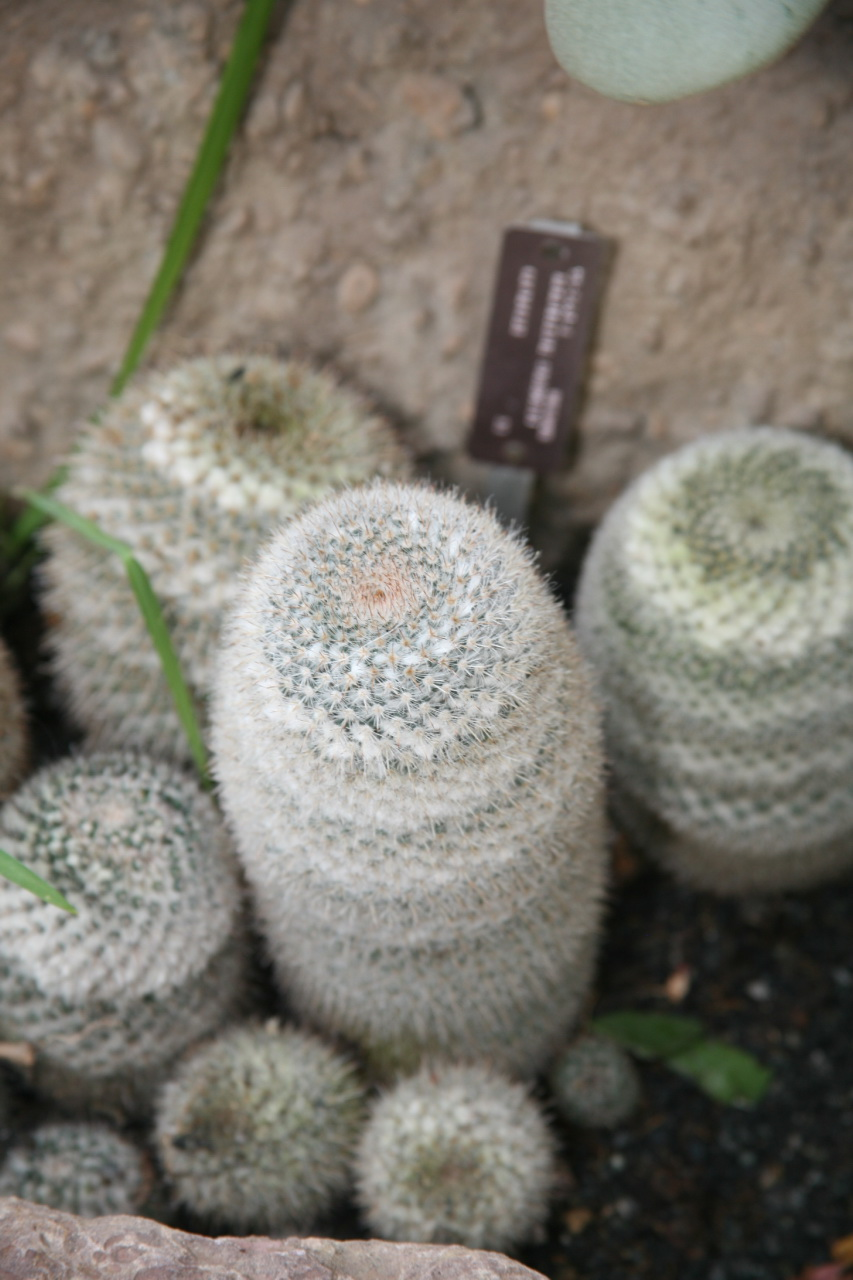
Vista de un grupo

## Descripción
Mammillaria standleyi crece sobre todo de forma individual o formando gran colchón. Los tallos son verdes brillantes aplanados son de forma esférica y miden hasta 10 centímetros de diámetro. Las sólidas costillas son de forma cónica y llevan abundante savia lechosa. Las axilas jóvenes están ocupadas con lana y más tarde con 5-7 cerdas blancas. Las 4  espinas centrales son de color marrón rojizo de 5-9 milímetros de largo. Los más o menos de 16 espinas radiales se propagan fácilmente y son de color blanco con una punta oscura y de 4 a 8 milímetros de largo. Las flores son de color púrpura de 1,2 cm de longitud y diámetro. Los  frutos son de color escarlata de 1.2 a 1.6 centímetros de largo y contienen semillas marrones.

## Taxonomía
Mammillaria standleyi fue descrita por (Britton & Rose) Orcutt y publicado en Cactography 8. 1926.
Etimología
Mammillaria: nombre genérico que fue descrita por vez primera por Carolus Linnaeus como Cactus mammillaris en 1753, nombre derivado del latín mammilla = tubérculo, en alusión a los tubérculos que son una de las características del género.
standleyi: epíteto otorgado en honor del botánico Paul Carpenter Standley.
Sinonimia
- Neomammillaria standleyi
- Neomammillaria xanthina
- Chilita xanthina
- Mammillaria xanthina
- Mammillaria auricantha
- Mammillaria auritricha
- Mammillaria lanisumma
- Mammillaria mayensis
- Mammillaria montensis
- Mammillaria floresii